# Alex Oikkonen
Alex Kristhoper Oikkonen (Joutseno, 15 ottobre 1994) è un calciatore finlandese naturalizzato portoricano, attaccante o centrocampista del PEPO.

## Statistiche

### Presenze e reti nei club
| Stagione        | Squadra         | Campionato      | Campionato | Campionato | Coppe nazionali | Coppe nazionali | Coppe nazionali | Coppe continentali | Coppe continentali | Coppe continentali | Altre coppe | Altre coppe | Altre coppe | Totale | Totale |
| Stagione        | Squadra         | Comp            | Pres       | Reti       | Comp            | Pres            | Reti            | Comp               | Pres               | Reti               | Comp        | Pres        | Reti        | Pres   | Reti   |
| --------------- | --------------- | --------------- | ---------- | ---------- | --------------- | --------------- | --------------- | ------------------ | ------------------ | ------------------ | ----------- | ----------- | ----------- | ------ | ------ |
| 2014            | MyPa            | VL              | 3          | 0          | -               | -               | -               | -                  | -                  | -                  | -           | -           | -           | 3      | 0      |
| mag.-2014       | Kultsu          | KK              | 3          | 0          | -               | -               | -               | -                  | -                  | -                  | -           | -           | -           | 3      | 0      |
| 2015            | Kultsu          | KK              | 21         | 4          | -               | -               | -               | -                  | -                  | -                  | -           | -           | -           | 21     | 4      |
| 2016            | Kultsu          | KK              | 10         | 2          | -               | -               | -               | -                  | -                  | -                  | -           | -           | -           | 10     | 2      |
| 2017            | Kultsu          | KK              | 19         | 2          | -               | -               | -               | -                  | -                  | -                  | -           | -           | -           | 19     | 2      |
| Totale Kultsu   | Totale Kultsu   | Totale Kultsu   | 53         | 8          |                 | -               | -               |                    | -                  | -                  |             | -           | -           | 53     | 8      |
| 2018            | PEPO            | KK              | 21         | 3          | SC              | 5               | 0               | -                  | -                  | -                  | -           | -           | -           | 26     | 3      |
| 2019            | Kajaani         | YK              | 9          | 0          | SC              | 4               | 0               | -                  | -                  | -                  | -           | -           | -           | 13     | 0      |
| Totale carriera | Totale carriera | Totale carriera | 86         | 11         |                 | 9               | 0               |                    | -                  | -                  |             | -           | -           | 86     | 11     |

### Cronologia presenze e reti in nazionale
| Cronologia completa delle presenze e delle reti in nazionale ― Porto Rico | Cronologia completa delle presenze e delle reti in nazionale ― Porto Rico | Cronologia completa delle presenze e delle reti in nazionale ― Porto Rico | Cronologia completa delle presenze e delle reti in nazionale ― Porto Rico | Cronologia completa delle presenze e delle reti in nazionale ― Porto Rico | Cronologia completa delle presenze e delle reti in nazionale ― Porto Rico | Cronologia completa delle presenze e delle reti in nazionale ― Porto Rico | Cronologia completa delle presenze e delle reti in nazionale ― Porto Rico |
| Data                                                                      | Città                                                                     | In casa                                                                   | Risultato                                                                 | Ospiti                                                                    | Competizione                                                              | Reti                                                                      | Note                                                                      |
| ------------------------------------------------------------------------- | ------------------------------------------------------------------------- | ------------------------------------------------------------------------- | ------------------------------------------------------------------------- | ------------------------------------------------------------------------- | ------------------------------------------------------------------------- | ------------------------------------------------------------------------- | ------------------------------------------------------------------------- |
| 15-11-11                                                                  | Mayagüez                                                                  | Porto Rico                                                                | 3 – 0                                                                     | Saint Lucia                                                               | -                                                                         | -                                                                         | 90’                                                                       |
| 25-2-12                                                                   | Managua                                                                   | Nicaragua                                                                 | 1 – 0                                                                     | Porto Rico                                                                | Amichevole                                                                | -                                                                         | 79’                                                                       |
| 26-2-12                                                                   | Managua                                                                   | Nicaragua                                                                 | 4 – 1                                                                     | Porto Rico                                                                | Amichevole                                                                | -                                                                         | 50’                                                                       |
| 9-9-12                                                                    | Port-au-Prince                                                            | Porto Rico                                                                | 9 – 0                                                                     | Saint-Martin                                                              | Qualificazioni alla Coppa dei Caraibi 2012                                | 1                                                                         | 64’                                                                       |
| 9-10-12                                                                   | Les Abymes                                                                | Porto Rico                                                                | 1 – 3                                                                     | Rep. Dominicana                                                           | Qualificazioni alla Coppa dei Caraibi 2012                                | -                                                                         |                                                                           |
| 4-9-14                                                                    | Bayamón                                                                   | Porto Rico                                                                | 2 – 2                                                                     | Curaçao                                                                   | Qualificazioni alla Coppa dei Caraibi 2012                                | -                                                                         |                                                                           |
| 7-9-14                                                                    | Bayamón                                                                   | Porto Rico                                                                | 2 – 2                                                                     | Grenada                                                                   | Qualificazioni alla Coppa dei Caraibi 2012                                | 1                                                                         |                                                                           |
| 13-10-18                                                                  | Bayamón                                                                   | Porto Rico                                                                | 0 – 1                                                                     | Martinica                                                                 | Qualificazioni alla CONCACAF Nations League 2018-2019                     | -                                                                         |                                                                           |
| 17-11-2018                                                                | Belmopan                                                                  | Belize                                                                    | 1 – 0                                                                     | Porto Rico                                                                | Qualificazioni alla CONCACAF Nations League 2018-2019                     | -                                                                         |                                                                           |
| 24-3-2019                                                                 | Bayamón                                                                   | Porto Rico                                                                | 0 – 2                                                                     | Grenada                                                                   | Qualificazioni alla CONCACAF Nations League 2018-2019                     | -                                                                         |                                                                           |
| Totale                                                                    |                                                                           | Presenze                                                                  | 11                                                                        |                                                                           | Reti                                                                      | 2                                                                         |                                                                           |